# Avilly-Saint-Léonard
Avilly-Saint-Léonard ist eine französische Gemeinde mit 866 Einwohnern (Stand 1. Januar 2022) im Département Oise in der Region Hauts-de-France. Seine Einwohner werden Avillois genannt. Sie befindet sich östlich des Parks des Schlosses Chantilly, welches dem Institut de France gehört.
Die Gemeinde wurde 1793 gegründet und übernahm den Namen der vorher existierenden Pfarrei Saint-Léonard. Im Jahre 1914 wurde der Name des zweiten Dorfes der Gemeinde, Avilly, hinzugefügt.
Die Nachbargemeinden sind Vineuil-Saint-Firmin im Nordwesten, Courteuil im Norden, Senlis im Nordosten, Pontarmé im Südosten,  sowie Chantilly im Westen.
Avilly-Saint-Léonard gehört zum Zentrum der Rennpferdezucht von Chantilly. France Galop betreibt auf fünfzehn Hektaren Einrichtungen für das Training der Pferde.

## Bevölkerungsentwicklung
| Jahr                      | 1968 | 1975 | 1982 | 1990  | 1999 | 2009 | 2014 | 2020 |
| Einwohner                 | 769  | 718  | 875  | 1.028 | 962  | 984  | 884  | 885  |
| Quelle: Cassini und INSEE |      |      |      |       |      |      |      |      |